# Божениця (Польща)
Божениця (пол. Bożenica) — село в Польщі, у гміні Ломжа Ломжинського повіту Підляського воєводства.
Населення — 66 осіб (2011).
У 1975-1998 роках село належало до Ломжинського воєводства.

## Демографія
Демографічна структура станом на 31 березня 2011 року:
|          | Загалом | Допрацездатний вік | Працездатний вік | Постпрацездатний вік |
| -------- | ------- | ------------------ | ---------------- | -------------------- |
| Чоловіки | 26      | 4                  | 16               | 6                    |
| Жінки    | 40      | 10                 | 18               | 12                   |
| Разом    | 66      | 14                 | 34               | 18                   |